# Carl-Axel Torén
Ej att förväxla med farfadern, teologen Carl Axel Torén.
Carl-Axel Oscar Torén, född den 8 mars 1887 i Stockholm, död den 21 oktober 1961, var en svensk militär, sprinter och olympiaryttare. Han var son till Gabriel Torén och bror till Helge Torén.

## Biografi
Carl-Axel Torén avlade mogenhetsexamen i Stockholm 1906. Torén avlade officersexamen den 19 december 1910 och antogs samma år som underlöjtnant i Livregementets husarer (K 3) Livregementets husarer (K 3). 1910 befordrades till Torén 2. löjtnant i regementet 1913 och till 1. löjtnant 1917 varpå han blev ryttmästare 1925. 1933 blev han major i armén och vid kavalleriet 1934 och placerad vid Norrlands dragonregemente (K 4). Han blev därefter major vid generalstaben 1937 och vidare till Arméstaben samma år och även befordrad till överstelöjtnant i armén. Han blev 1938 överstelöjtnant i kavalleriet samt placerad vid K 4 för att 1939 bli överste i armén och 1940 även sekundchef vid Livregementet till häst (K 1), en tjänst han innehade till sitt avsked 1947.
Han tjänstgjorde även vid Svea artilleriregemente (A 1) 1915 och var chef för III. arméfördelningens velocipedskola 1916 och kavalleriets underofficersskola 1919. 
Torén genomgick 1916–1918 Krigshögskolan och var 1919–1920 och 1922–1923 aspirant vid Generalstaben och 1925–1929 kadettofficer vid Krigsskolan på Karlberg. Han bedrev militära studier i Schweiz 1929 och var sakkunnig i kavallerifrågor hos försvarskommissionen 1934–1936. 1937–1940 tjänstgjorde han som militärattaché i Warszawa, Prag och Bukarest och tjänstgjorde vid försvarsstaben 1939–1940. Naturvetenskapligt intresserad var Torén framför allt en kunnig botaniker och från 1947 styrelseledamot i Svenska Botaniska Föreningen. Han studerade 1907 och 1932 vid Stockholms högskola och publicerade i fackpressen artiklar av militärpolitiskt, personhistoriskt och botaniskt innehåll samt författade tillsammans med Isak Carlin Lärobok i hästkännedom för Kungliga krigsskolan.

### Torén som idrottare
Carl-Axel Torén ansågs som sin tids mest lovande sprinter. Han blev skolmästare på 100 m och 1500 m 1903 och 1904, vann för AIK SM på 400 m 1906 (54,9) och satte 1906 svenskt rekord på 400 m med 51,7 (enligt en uppgift  senare struket). Därefter tävlade han inte mer i friidrott.
Han var även god skridskoseglare och framgångsrik i olika former av hästsport och militär idrott. Han deltog bland annat vid OS i Stockholm 1912 men blev där oplacerad i hästhoppning individuellt.
Carl-Axel Torén är begravd på Råby-Rönö kyrkogård.

## Utmärkelser
- Kommendör av första klassen av Kungliga Svärdsorden.
- Riddare av Kungliga Vasaorden.
- Tyska örnens orden

### Fotnoter
1. ↑  Torén, Carl-Axel i Svenska män och kvinnor (1955)
2. ↑   Focus Presenterar Sporten 2. Stockholm: Almqvist & Wiksell/Gebers Förlag AB. 1967
3. ↑  Carl Axel Oskar Torén på Gravar.se